# اچ‌ام‌اس کمبریج (۱۸۱۵)
اچ‌ام‌اس کمبریج (۱۸۱۵) (به انگلیسی: HMS Cambridge (1815)) یک کشتی بود که طول آن ۱۸۷ فوت ۲٫۲۵ اینچ (۵۷٫۰۵۴۸ متر) بود. این کشتی در سال ۱۸۱۵ ساخته شد.